# 飯羽間遠山氏
飯羽間遠山氏（いいばまとおやまし）は、美濃国恵那郡遠山荘の飯羽間城（岐阜県恵那市岩村町飯羽間）を本拠地としていた遠山氏の一族。

## 概要

### 鎌倉時代
文治元年（1185年）に鎌倉幕府御家人の加藤景廉が遠山荘の地頭となり、子の遠山景朝は地名をとって遠山氏に改姓し初代となった。
その後、遠山氏は、本家の岩村遠山氏以外にも遠山荘各地に分家し、居城ごとに分かれて「遠山七頭」（岩村・苗木・明知・串原・明照・安木・飯羽間など）と呼ばれた。

### 室町時代
分岐した年代は不明であるが、初代の飯羽間城主は遠山六郎景義とされる。
室町時代の永享3年（1431年）の『永享以来御番帳』に遠山飯間宮内少輔の名がある。
長享元年（1487年）に足利義尚将軍が六角氏を討伐した時、美濃遠山勢として飯間孫三郎が従っている（「遠山氏族着到帳」）。
天文年間（1532年-1555年）前後には、織田弾正忠家の織田信定の娘（信長の伯母）が、飯羽間村城主遠山右衛門（遠山加雲、同久兵衛）に嫁いでいる（『丹羽氏聞書』）。
元亀元年（1570年）9月25日には、苗木久兵衛が織田信長に従い比叡山包囲に加わっているが、これは天正10年の木曾氏内応を取り次いだ苗木久兵衛と同じく遠山友忠とされる（信長公記）。
元亀3年（1574年）5月18日、飯羽間城主遠山友勝（右衛門）のとき、苗木城主遠山直廉が死去し嗣子が無かったため、信長の命により友勝が養子となって苗木城に移り、飯羽間城は子の遠山友忠（久兵衛）に譲った。
元亀元年（1570年）12月の上村合戦に遠山友忠は、苗木城主となっていた父の友勝や他の遠山一族と共に参戦したが、遠山一族は敗北した（遠山譜）。
遠山友忠は、長男の遠山友信に飯羽間城を譲り、自身は次男の遠山友重（次郎五郎）・三男の遠山友政（三郎兵衛/久兵衛）らを連れて阿寺城（明照城）に移ったが、やがて父の友勝が没したため、友忠は苗木遠山氏を嗣ぐために、三男の友政と共に苗木城に移った。

### 武田勝頼の東濃侵攻
天正2年（1574年）、友忠の次男で阿寺城主となっていた友重は、武田勝頼の東濃侵攻で木曾義昌による阿寺城攻撃で討死した。

### 飯羽間城の戦い
また、『甲陽軍鑑』によれば飯羽間城も落城し、城将の飯羽間右衛門佐信次が生け捕りにされたとしている。
信長公記によれば、天正2年（1574年）2月に武田勝頼が明知城を攻めた時に、飯羽間右衛門尉(遠山友信または遠山信次)が城内で謀反を起こしたため明知城が落ちたと記されているが、
実際には、明知城が落城した後に、飯羽間城で武田勢と戦っており、捕虜となった飯羽間右衛門尉は武田勝頼に武勇を評価されて助命され、信濃伊那郡箕輪に所領を与えられたが、
天正10年（1582年）の武田残党狩りの際に小諸にて坂井越中守に子供2人ともに処刑されたと伝わる。
これは『寛政譜』の友信（右衛門）は、信長に逆心ありとして誅殺されてしまったとの記載と一致する。いずれにしても、天正2年の落城によって飯羽間城は廃城となり飯羽間遠山氏は断絶した。
天正11年（1583年）生き残った友忠・友政父子は、森長可により苗木城を追われたが、徳川家康に仕えて戦功を挙げ、江戸時代になって苗木藩を立藩し、飯羽間遠山氏の血筋は苗木遠山氏を継ぐ形で存続した。